# Предслав Лянцкоронський
Предслав Лянцкоронський гербу Задора (інколи Предослав, Предислав, Прецлав, пол. Przecław, Krzesław Lanckoroński herbu Zadora; ймовірно, у 1480-ті чи перед 1489, Бжезє (Brzezie)[джерело?] — 10 червня 1531, Краків[джерело?]) — королівський ротмістр і староста хмільницький. Згідно з деякими джерелами, перший козацький низовий запорізький гетьман. У народних думах відомий як Лях Сердечний.

## Походження
Предслав Лянцкоронський веде свій родовід від лицарів «з Бжезя» (з Малопольщі), які за підтримку короля Казимира III одержали у XIV ст., згідно з заповітом останнього, у спадщину замок Лянцкорона.

## Життєпис
Син маршалка надворного королівського, кам'янецького каштеляна Станіслава Маршалковича Лянцкоронского (?—1489) (пол. Stanisław "Marszałkowicz" Lanckoroński z Brzezia, Lanckorony i Wodzisławia)[джерело?] та його дружини Анни Курозвенцької (пол. Anna Kurozwęcka, донька генерального старости Великопольщі Кшеслава Курозвенцького). Брат кам'янецького старости Станіслава Лянцкоронського.
Замолоду був відправленний батьками навчатися лицарському ремеслу за кордон. Подорожував Італією, Францією, Волощиною, Угорщиною, Німеччиною. Здійснив паломництво до Палестини (Святої Землі), після чого отримав лицарський титул Кавалера Гробу Господнього.
Після повернення на батьківщину був придворним дворянином королів Олександра Ягеллончика (правдоподібно з 1501 р.[джерело?]) та Сигізмунда І Старого. За одними даними, воював під командуванням князя Костянтина Острозького[джерело?], що викликало сумніви у Генрика Котарського. Неодноразово обговорював з ним проблеми захисту кордонів Великого князівства Литовського[джерело?].
У Літописі Григорія Грабянки згадується двічі. 
| … так року 1506, першим козацьким гетьманом був Предослав Лянцкоронський, …[5] |
| Року 1506 гетьманом війська запорізького був Прецслав Лянцкоронський, людина з сенаторського роду. Він багато разів щасливо воював з козаками землю османську. У часи цього гетьмана, за польського короля Сигізмунда І Старого, за вислуги козакам виділено землю коло Дніпра (вона була відбита в 1340 р. польським королем Казимиром першим у руських землях) і даровано їм всякі вольності.[6] |
1516 р. татари напали на Поділля, Галицьку Русь, Волинь, спалили, пограбували міста, села, старих, дітей, хворих убивали, молодих та здорових забрали — 60 000 осіб з собою, щоб продати як невільників. Король Сигізмунд I Старий зрозумів, що потрібно організовувати захист від татар. Лянцкоронський став на захист кордонів Поділля від Дністра, набрав серед місцевого населення охочих і організував з них військо, навчаючи їх військовому мистецтву, володінню зброєю та витривалості. Предслав Лянцкоронський та Гетьман Запорожців Остафій Дашкевич, які не могли більше спостерігати спустошення земель татарами, об'єднали в 1516 р. свої військові сили, які становили 1200 козаків, та наважилися зробити першу військову вилазку на Білгород.
Олександр Ріґельман в своєму літописі називає кам'янецького (хмільницького?) старосту П. Лянцкоронського другим гетьманом, після Остафія Ружинського. Остафія Дашкевича він називає першим гетьманом, який організував козаків і за свої заслуги вже в 1505 р. отримав від Сигізмунда І Старого для своїх козаків привілеї на землі у Брацлавському і Київському воєводствах. У деяких джерелах називають Остафія Дашкевича першим гетьманом запорізьких козаків, Лянцкоронського — низових козаків.
У 1516 році П. Лянцкоронський на прохання короля Сигізмунда І Старого зібрав козацьке військо і здобув блискучу перемогу над татарами під Білгородом (Аккерманом), за що козакам були надані нові землі по обидві сторони Дністра. 1516 р. разом з шляхтою розбив татар під Чорним лісом, які поверталися після походу на московитів.
Костянтин Острозький, повернувшись з московського ув'язнення, разом з гетьманом Остафієм Дашкевичем зорганізували Запорізьку Січ. Першим гетьманом, якого вибрали козаки, був Предслав Лянцкоронський. Залишив своє Хмільницьке староство і разом із Остафієм Дашкевичем організував Запорізьке козацтво. Гетьманував Лянцкоронський за часів правління Сигізмунда І Старого, коли південно-східні кордони Польщі стали місцем постійних татарських нападів. Воював проти османів і кримських татар, ходив походами під Білгород (1516 р.), Очаків (1528 р.). Під Очаків ходили вінницький староста князь Костянтин Острозький, брацлавський староста князь Остафій Ружинський. Взяли 30 тис. худоби і 500 коней.
1520 р. як один з чотирьох ротмістрів легкої стріляючої (козацької) кавалерії був задіяний королем Сигізмундом І Старим у Пруській війні, коли протидіяв підсиленню з Райху у вигляді 10000-го війська під командуванням Вільгельма Шенбурга (Wilhelm Schönburg), яке через північні терени Великопольщі йшло на допомогу комтурові ордену Хрестоносців. Найбільша сутичка відбулася десь у середині жовтня поблизу міст Тучно та Валч. 23 жовтня 1520 р. став хмільницьким старостою, викупивши староство в удови Якуба Струся. Прославився також під час війни з орденом Хрестоносців в 1520 році, за що отримав 23 жовтня 1520 р. право викупити Хмільницьке староство[джерело?]. Ставши старостою, займався організацією оборони Поділля від наскоків кримських татар. 1530 року відреставрував місто і замок у Хмільнику (3 січня 1530 король доручив йому переказати для цього побори з хмільницької округи). Помер 10 червня 1531 у Кракові, не залишивши потомства (усі діти померли в малолітньому віці)[джерело?].
Деякі тогочасні письменники вважали його першим козацьким гетьманом (за іншими даними, є сумніви, що саме він був першим козацьким гетьманом). Його особистість часто згадується в багатьох народних та лицарських оповідях.

## Маєтності, власність
Після смерті батька успадкував частину маєтностей у Малопольщі. 1514-го отримав від короля у власність маєтки Сероцько (Serocko) і Лясковіце (Laskowice, чи Лукавиці (Łukawice)) в Люблінському повіті. До 1512-го посідав Лянцкоронське староство у Краківському воєводстві, котре перейняв краківський каштелян Спитек Ярославський. У червні 1521 мусив уступити маєтність Беджиховіце (нині Badrzychowice) з приналежними селами Воля Беджиховська (Wola Biedrzychowska, нині не існує), Гурки (Górki), Жуків (Żuków) у Вислицькому повіті Анні з Курозвенцьких — дружині Героніма Ласького (Hieronim Łaski). 1521 року був ухвалений вирок у справі П. Лянцкоронського, його брата Станіслав та братанка Героніма, записаний у Метриці Коронній.

## Вшанування пам'яті
Герой народних дум, в яких називали його Лях Сердечний.